# Přistoupim
Přistoupim (en allemand : Pschistoupim) est une commune du district de Kolín, dans la région de Bohême-Centrale, en République tchèque. Sa population s'élevait à 447 habitants en 2018.

## Géographie
Přistoupim se trouve à 3 km au sud-est du centre de Český Brod, à 24 km à l'ouest de Kolín et à 32 km à l'est de Prague.
La commune est limitée par Český Brod au nord, par Chrášťany et Kšely à l'est, par Krupá et Kostelec nad Černými lesy au sud, et par Tuchoraz à l'ouest.

## Histoire
La première mention écrite de la localité date de 1140.